# Nikolai Andrianov
Nikolai Andrianov, Nikolai Yefimovich Andrianov (russe : Никола́й Ефи́мович Андриа́нов), né le 14 octobre 1952 à Vladimir et mort le 21 mars 2011, est un gymnaste soviétique.
Il commence la gymnastique dans sa ville natale de Vladimir à l'âge de 11 ans et remporte son premier titre international aux championnats d'Europe de 1971 à Madrid.
Andrianov est l'athlète qui a remporté le plus grand nombre de médailles aux jeux olympiques de Montréal (7 médailles, dont 4 d'or).
Avec un total de 15 médailles olympiques (3 à Munich, 7 à Montréal, 5 à Moscou), il est le troisième athlète le plus médaillé de tous les temps.
En 2001, Andrianov est honoré par ses pairs en étant membre du « International Gymnastics Hall of Fame ».
Souffrant d'une AMS (Atrophie multisystématisée), il meurt le 21 mars 2011 à 58 ans dans sa ville natale de Vladimir.

## Palmarès

### Jeux olympiques
- Munich 1972
  -  Médaille d'or au sol
  -  Médaille d'argent par équipes
  -  Médaille de bronze au saut de cheval

- Montréal 1976
  -  Médaille d'or au concours général
  -  Médaille d'or au sol
  -  Médaille d'or aux anneaux
  -  Médaille d'or au saut de cheval
  -  Médaille d'argent par équipes
  -  Médaille d'argent aux barres parallèles
  -  Médaille de bronze au cheval d'arçons

- Moscou 1980
  -  Médaille d'or par équipes
  -  Médaille d'or au saut de cheval
  -  Médaille d'argent au concours général individuel
  -  Médaille d'argent au sol
  -  Médaille de bronze à la barre fixe

### Championnats du monde
- Varna 1974
  -  Médaille d'or aux anneaux
  -  Médaille d'argent du concours général
  -  Médaille d'argent par équipes
  -  Médaille d'argent au cheval d'arçons
  -  Médaille d'argent à la barre fixe
  -  Médaille d'argent aux barres parallèles

- Strasbourg 1978
  -  Médaille d'or aux anneaux
  -  Médaille d'or du concours général
  -  Médaille d'argent par équipes
  -  Médaille d'argent au saut de cheval
  -  Médaille d'argent aux barres parallèles

- Fort Worth 1979
  -  Médaille d'or par équipes

### Championnats d'Europe
- Madrid 1971
  -  Médaille d'or au cheval d'arçons
  -  Médaille d'or au saut
  -  Médaille d'argent aux barres parallèles
  -  Médaille d'argent aux anneaux
  -  Médaille de bronze au concours général
  -  Médaille de bronze au sol

- Grenoble 1973
  -  Médaille d'or au sol
  -  Médaille d'or au saut de cheval
  -  Médaille d'argent aux anneaux
  -  Médaille d'argent au concours général
  -  Médaille d'argent aux barres parallèles

- Berne 1975
  -  Médaille d'or au concours général
  -  Médaille d'or au sol
  -  Médaille d'or au saut de cheval
  -  Médaille d'or aux barres parallèles
  -  Médaille d'or à la barre fixe
  -  Médaille d'argent au cheval d'arçons